# Biologija u 1945.
◄◄ | ◄ | 1942. | 1943. | 1944. | 1945.  | 1946. | 1947. | 1948. | ► | ►►
Arhitektura • Astronautika • Astronomija • Biologija • Film • Fotografija • Glazba • Kazalište • Kemija • Kiparstvo • Knjige • Književnost • Kršćanstvo • Meteorologija • Medicina • Planinarstvo • Politika • Pravo • Promet • Slikarstvo • Strip • Šport • Televizija • Znanost • Zrakoplovstvo • Željeznički promet
Biologija u 1945.

## Hrvatska i u Hrvata

### Rođenja
- 26. ožujka − Joseph Schlessinger, hrvatsko-izraelsko-američki biokemičar i akademik

## Vanjske poveznice
|  | Zajednički poslužitelj ima još gradiva o temi Biologija |